# Hoplophthiracarus hulli
Hoplophthiracarus hulli är en kvalsterart som beskrevs av Wojciech Niedbała 1987. Hoplophthiracarus hulli ingår i släktet Hoplophthiracarus och familjen Phthiracaridae. Inga underarter finns listade i Catalogue of Life.